# 가톨릭 모스크바 대교구
가톨릭 모스크바 대교구 또는 모스크바의 천주의 모친 대교구(라틴어: Archidioecesis Moscoviensis Matris Dei, 러시아어: Архиепархия Матери Божией в Москве)는 러시아 모스크바에 있는 로마 가톨릭교회의 라틴 전례 대교구이다.
1991년 4월 13일 마힐료우 대교구와 티라스폴 교구에서 유럽 러시아 교황청 관리구가 설정되었다가, 1999년 11월 23일 사라토프를 중심으로 한 유럽 러시아 남부 교황청 관리구와 기존의 모스크바를 중심으로 한 유럽 러시아 북부 교황청 관리구로 분할되었다. 그리고 2002년 2월 11일 모스크바의 천주의 모친 관구장좌 대교구로 승격되었다.

## 역대 교구장
- 유럽 러시아 북부 교황청 관리구장
  - 타데우시 콘드루시윅스 대주교 (1991년 4월 13일 – 2002년 2월 11일)
- 모스크바의 천주의 성모 대교구장 주교
  - 타데우시 콘드루시윅스 대주교 (2002년 2월 11일 – 2007년 9월 21일)
  - 파올로 페치 대주교 (2007년 9월 21일 - )

## 관하 교구
- 노보시비르스크 교구
- 사라토프 교구
- 이르쿠츠크 교구